# パパがも一度恋をした
『パパがも一度恋をした』（パパがもいちどこいをした、Papa fell in love again）は、阿部潤による日本の漫画。ビッグコミックスピリッツ（小学館）の2009年43号から2012年36・37合併号まで連載された。妻を亡くし引きこもった夫の前に男の姿をして生まれ変わった妻が現れたことで繰り広げられる家族劇を描いたラブコメディ。略称は『パパ恋』。
2020年2月から3月まで東海テレビ制作・フジテレビ系による「オトナの土ドラ」でテレビドラマ化。

## 登場人物
山下吾郎（やました ごろう）
山下家の主人。妻の多恵子を亡くしてから3年間引きこもっていた。ある日、目の前に多恵子と名乗る男性が目の前に現れたのを見て驚愕する。
山下多恵子（やました たえこ）
吾郎の妻。3年前に亡くなったのだが、あまりに吾郎が心配で男として生まれ変わった姿で吾郎の前に現れる。
山下トモ（やました とも）
吾郎と多恵子の娘。山下家で最もしっかりした性格をしている。目の前に現れた男性が本当に母親の生まれ変わりなのかを疑っている。
山下タロスケ（やました たろすけ）
吾郎の父。多恵子を失った吾郎が3年間引きこもるきっかけを作ってしまった張本人。
トカちゃん
吾郎のいとこ。
キテなんとか君
謎の少年。吾郎が危機に陥った際に現れては摩訶不思議な道具を授ける。
宮下コーチ
テニススクールのコーチ。多恵子と名乗る男性が何故か生前の多恵子に見えるらしい。

## 書誌情報
- 阿部潤 『パパがも一度恋をした』、〈ビッグコミックス〉（小学館）、全7巻
  1. 2010年01月29日発売、ISBN 978-4-09-182890-3
  2. 2010年06月30日発売、ISBN 978-4-09-183189-7
  3. 2010年11月30日発売、ISBN 978-4-09-183520-8
  4. 2011年05月30日発売、ISBN 978-4-09-183825-4
  5. 2011年11月30日発売、ISBN 978-4-09-184175-9
  6. 2012年05月30日発売、ISBN 978-4-09-184500-9
  7. 2012年10月30日発売、ISBN 978-4-09-184726-3

## テレビドラマ
2020年2月1日から3月22日まで東海テレビ制作・フジテレビ系「オトナの土ドラ」で全8回に渡って放送。主演は小澤征悦。重いテーマが圧倒的に多い当ドラマ枠で、初めて放送されたホームドラマ。

### キャスト
山下 吾郎
演 - 小澤征悦
本作の主人公。愛する妻・多恵子が亡くなってから3年間引きこもりニート。
おっさん多恵子
演 - 塚地武雅（ドランクドラゴン）
吾郎を心配するあまり蘇った多恵子。オヤジ臭の強いおっさん。
山下 多恵子
演 - 本上まなみ
本作のヒロイン。吾郎の妻でトモの母親。旧姓:持田。3年前に他界。料理が得意。家族のことをこよなくあいしている。
山下 トモ
演 - 福本莉子（幼少期：白水ひより〈第2話〉）
吾郎と多恵子の娘。おっさん多恵子が本当に多恵子なのか半信半疑の日々。
持田 ともこ
演 - 根本りつ子
多恵子の母。
持田 十郎
演 - 山田明郷
多恵子の父。
宮下 純平
演 - 黒木啓司（EXILE／EXILE THE SECOND）
イケメンなテニスコーチ。
小金沢 光代
演 - 池津祥子
山下家のご近所さん。
加藤 英太
演 - 塚本高史
あだ名はトカレフ。吾郎のいとこで山下家に面倒な問題をもたらす。
山下 タロスケ
演 - 麿赤兒
吾郎の父。おっさん姿の多恵子を真っ先に生前の多恵子だと認識。
深町 サオリ
演 - 春花
美大生。トモのバイト先の同僚。
大垣 幹太
演 - 若林時英
トモの幼馴染。大垣青果の跡取り。
古賀 サキ
演 - 仁村紗和
トモの同級生。霊感体質。
西野 佳奈
演 - 新実芹菜
トモの同級生。恋愛体質。
川上 辰夫
演 - 塚地武雅（ドランクドラゴン）
佐々木 ミク
演 - 本上まなみ

#### ゲスト
第1話
変質者
演 - 鈴木拓（ドランクドラゴン）
第4話
片瀬 りの
演 - 粟野咲莉
菊三の孫、ナナの子。
片瀬 ナナ
演 - 橋本マナミ
菊三の娘、りのの母。
片瀬 菊三
演 - 大久保鷹
タロスケの従兄弟。
片瀬 文子
演 - 駒塚由衣
菊三の妻。
第6話
高木 えみこ
演 - 紺野まひる
多恵子の親友。
勝彦
演 - 矢野聖人
えみこの恋人。
第7話
姫乃樹 ティアラ
演 - 綾乃彩（最終話）
トカレフの恋人、おっさん多恵子のパート先の同僚。
最終話
川上 ユカリ
演 - 阿部純子
辰夫の娘。

### スタッフ
- 原作 - 阿部潤 『パパがも一度恋をした』（ビッグコミックス / 小学館刊）
- 脚本 - 田中眞一、福島三郎、山下すばる
- 音楽 - 木村秀彬、福島祐子
- 企画 - 市野直親（東海テレビ）
- 演出 - 後藤庸介、六車俊治、酒見顕守
- プロデューサー - 河角直樹（東海テレビ）、松本圭右（東海テレビ）、古林郁子（ジ・アイコン）、高石明彦（ジ・アイコン）
- 主題歌 - 湘南乃風「ただいま!」[5]
- 制作著作 - The icon
- 制作 - 東海テレビ

### 放送日程
| 話数                                                         | 放送日       | サブタイトル              | ラテ欄                                                                        | 脚本       | 演出     | 視聴率 |
| ------------------------------------------------------------ | ------------ | ------------------------- | ----------------------------------------------------------------------------- | ---------- | -------- | ------ |
| 第1話                                                        | 02月01日     | なんでおっさん!?          | 亡き妻がおっさんになって帰ってきた!? 笑いと涙の愛の物語                       | 田中眞一   | 後藤庸介 | 2.9％  |
| 第2話                                                        | 02月08日     | おっさんとガンダーラ!     | おっさんVS愛娘! 吾郎の如意棒! 目指せ愛の国ガンダーラ!?                        | 田中眞一   | 後藤庸介 | 3.1%   |
| 第3話                                                        | 02月15日     | おっさん故郷に帰る!       | 愛娘がおっさんに!? 義父、愛と涙のコブラツイスト!                              | 福島三郎   | 六車俊治 | 2.7%   |
| 第4話                                                        | 02月22日     | おっさんと野獣!           | 橋本マナミが参戦! 最凶母娘登場! 受難のトレカフ&誘拐騒ぎ                       | 山下すばる | 六車俊治 | 3.1%   |
| 第5話                                                        | 02月29日     | おっさンバ!               | 死んだ妻に瓜二つ!? 究極の選択! 塚地武雅VS本上まなみ! 波乱のおっさンバ         | 田中眞一   | 後藤庸介 | 2.2%   |
| 第6話                                                        | 03月07日     | おっさん寿司!             | 涙のおっさん寿司! 親友との再会… 吾郎が多恵子の為に奔走する 愛のストーカー事件 | 福島三郎   | 酒見顕守 | 2.8%   |
| 第7話                                                        | 03月14日     | おっさんフォーエバー!前編 | ママが天国へ帰る? クライマックス間近! おっさんフォーエバー前編! 初恋と夫婦愛  | 田中眞一   | 六車俊治 | 2.8%   |
| 最終話                                                       | 03月22日(日) | おっさんフォーエバー!後編 | さよならママ! 究極の愛が呼ぶ奇跡! 感動の最終回! おっさんフォーエバー後編      | 田中眞一   | 後藤庸介 | 3.2%   |
| （視聴率はビデオリサーチ調べ、関東地区・世帯・リアルタイム） |              |                           |                                                                               |            |          |        |

- 第2話は『土曜プレミアム 翔んで埼玉』（21:00 - 23:20、フジテレビ制作）放送の為、23:50 - 0:45に放送。
- 最終話は当初『世界フィギュアスケート選手権2020男子フリー』（19時00分 - 22時00分）放送予定が、新型コロナウイルス感染症の流行により大会が中止になり同枠で『緊急生放送! FNS音楽特別番組 春は必ず来る』（19時00分 - 22時00分、フジテレビ制作）及び『土曜プレミアム インデペンデンス・デイ: リサージェンス』（22時00分 - 0時10分、フジテレビ制作）放送の為、日曜日になってから（0時10分 - 1時05分）に放送。